# Sobór watykański II

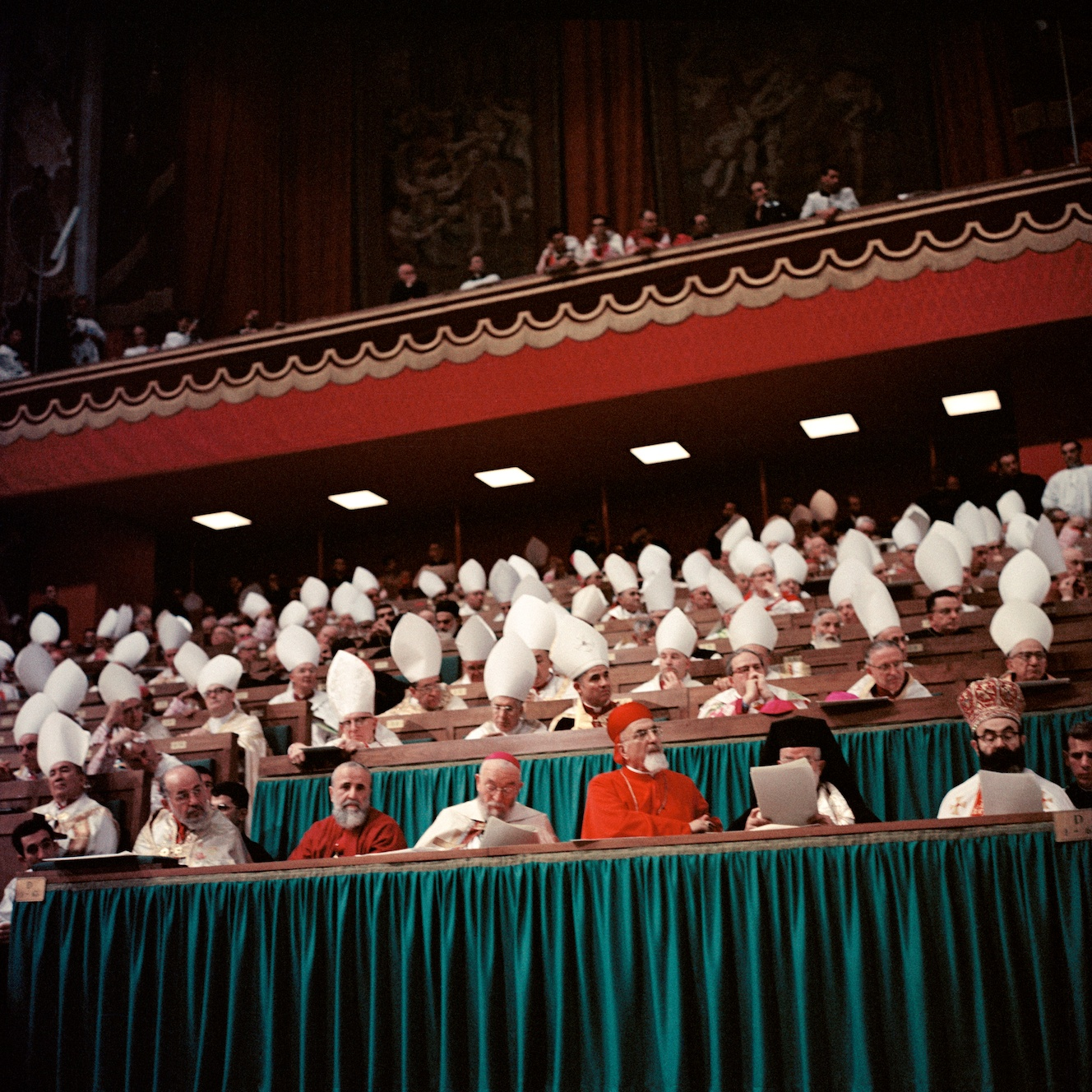

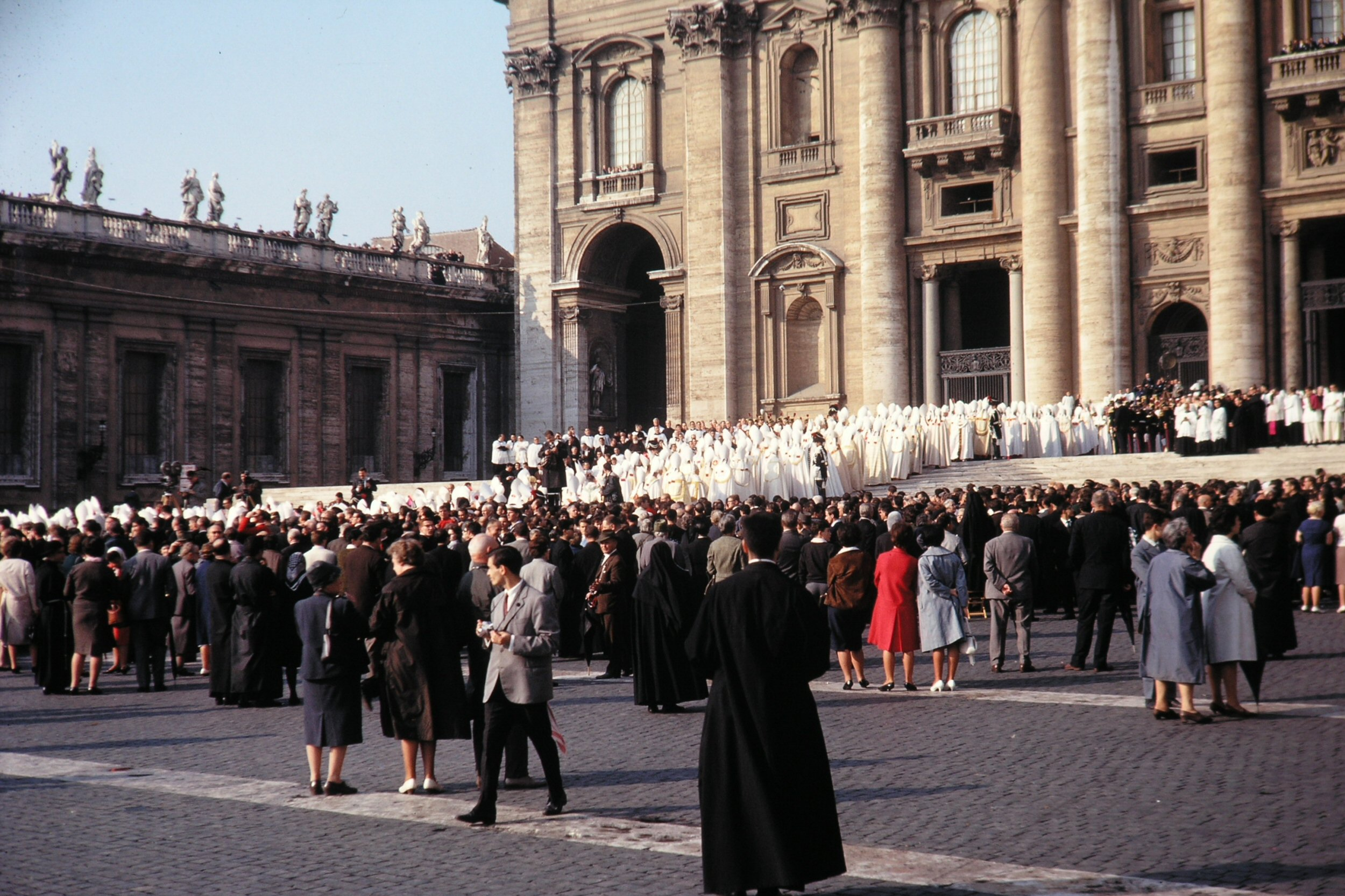
Ingres ojców soborowych do Bazyliki św. Piotra w Rzymie

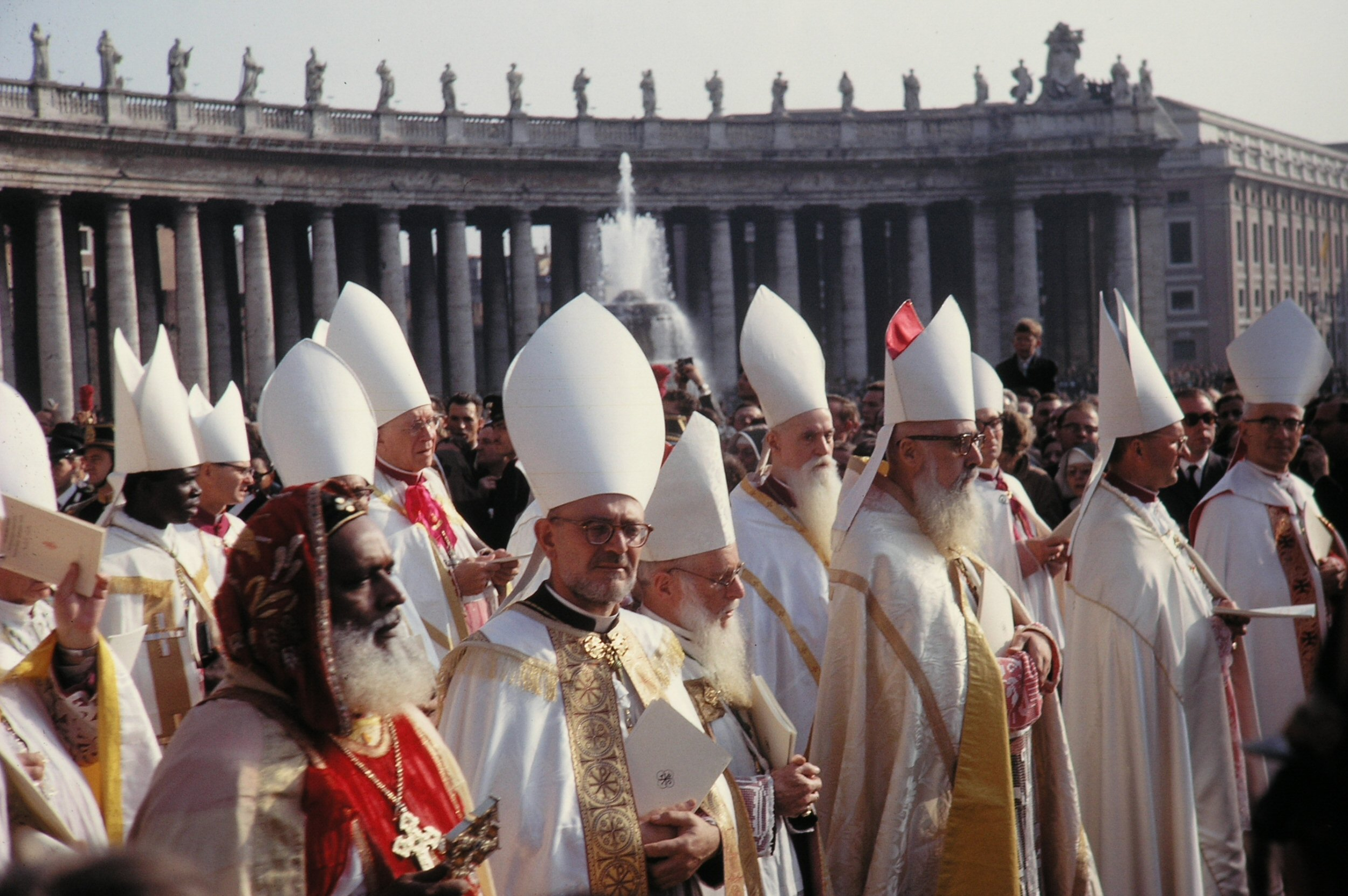
Ingres ojców soborowych do Bazyliki św. Piotra w Rzymie

Sobór watykański II – dwudziesty pierwszy sobór powszechny Kościoła katolickiego, obradujący w czterech sesjach od 11 października 1962 do 8 grudnia 1965. Pierwszej przewodniczył Jan XXIII, zaś jego następca Paweł VI trzem kolejnym.
Sobór został zwołany z inicjatywy Jana XXIII w celu uwspółcześnienia (aggiornamento) Kościoła katolickiego. W chwili śmierci papieża – 3 czerwca 1963 – został zawieszony. Po swoim wyborze Paweł VI zapowiedział kontynuację soboru, a tydzień później wyznaczył datę rozpoczęcia drugiej sesji.
Sobór zakończył się 8 grudnia 1965 uroczystym publicznym posiedzeniem na placu przed bazyliką św. Piotra, mszą świętą celebrowaną przez Pawła VI, orędziem Papieża i ojców Soboru oraz odczytaniem papieskiego breve In Spiritu Sancto.
W obradach Soboru uczestniczyło 3058 ojców soborowych, czyli 108 kardynałów, 5 patriarchów, 9 prymasów, 543 arcybiskupów, 2171 biskupów, 12 opatów udzielnych, 16 prałatów udzielnych, 65 prefektów apostolskich, 129 wyższych przełożonych zakonnych. Wspomagało ich ponad 450 ekspertów. Przysłuchiwało im się ponad 50 audytorów i 106 obserwatorów delegowanych przez 28 wspólnot niekatolickich. Ponadto w Soborowym Biurze Prasowym pracowali dziennikarze przygotowujący codzienne oficjalne sprawozdania. W czasie obrad pracowali dyżurni (assignatores locorum) – młodzi księża studiujący w Rzymie, którzy doręczali dokumentację ojcom soborowym, zakrystianie, technicy, lekarze i sanitariusze, kucharze i kelnerzy przygotowujący posiłki oraz funkcjonariusze straży watykańskiej.
Z Europy uczestniczyło 1060 ojców soborowych, z Ameryki Północnej 416, z Ameryki Środkowej 89, z Ameryki Południowej 531, z Azji 408, z Afryki 381, z Australii 74.
W czasie Soboru odbyło się 168 posiedzeń plenarnych, 10 posiedzeń publicznych, 147 przemówień, zwanych relacjami, w których omawiano treść projektów uchwał soborowych, 2212 przemówień dyskusyjnych, zwanych interwencjami, 4361 interwencji pisemnych, 538 głosowań.
Podczas trwania Soboru Paweł VI nawiązał bliskie stosunki z patriarchą Konstantynopola Atenagorasem. 7 grudnia 1965 odwołane zostały ekskomuniki, którymi w 1054 obłożyli się nawzajem dostojnicy Kościoła rzymskiego i prawosławnego.

## Przebieg Soboru

### Przygotowanie soboru

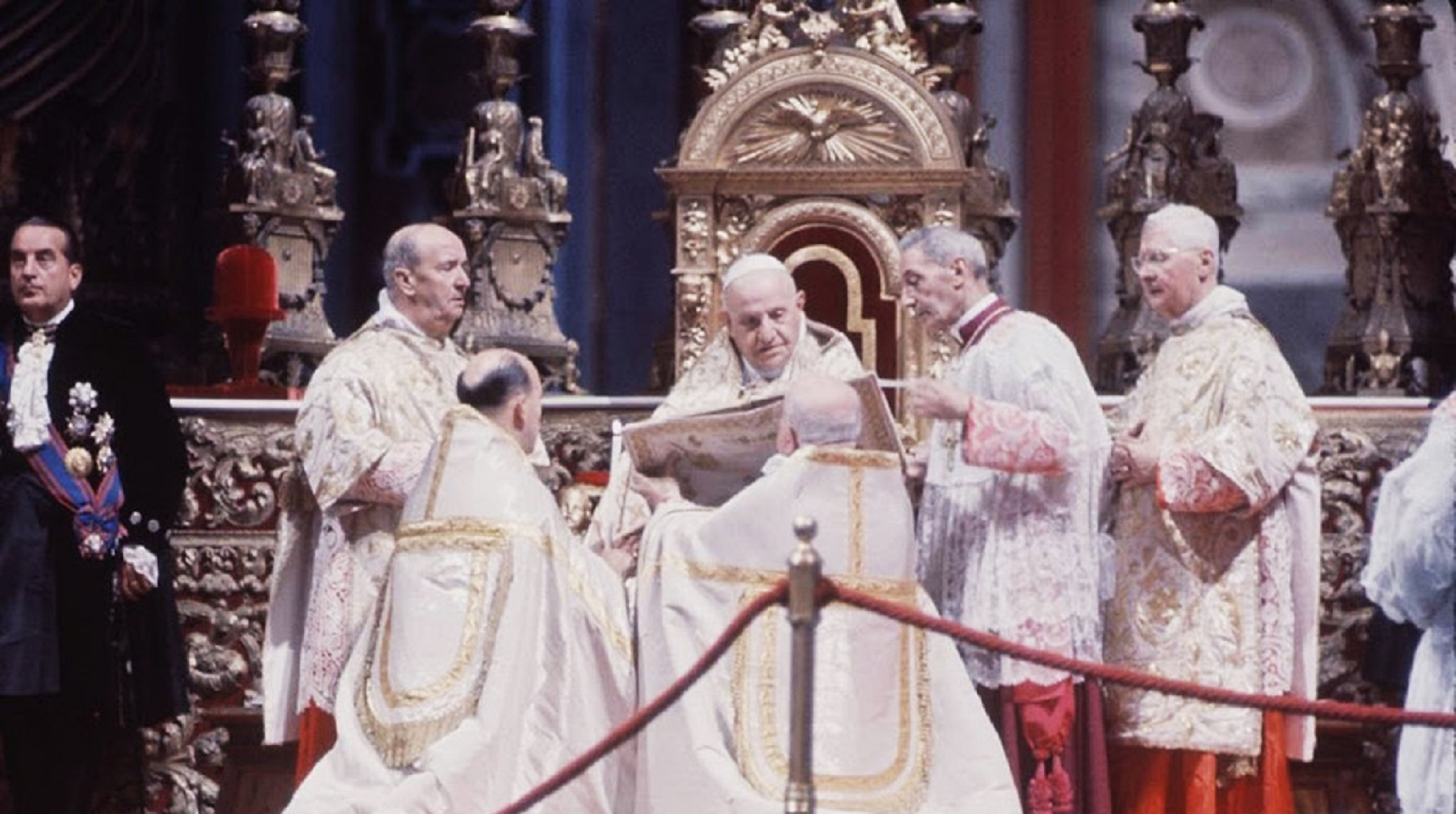
Papież Jan XXIII w czasie obrad soboru

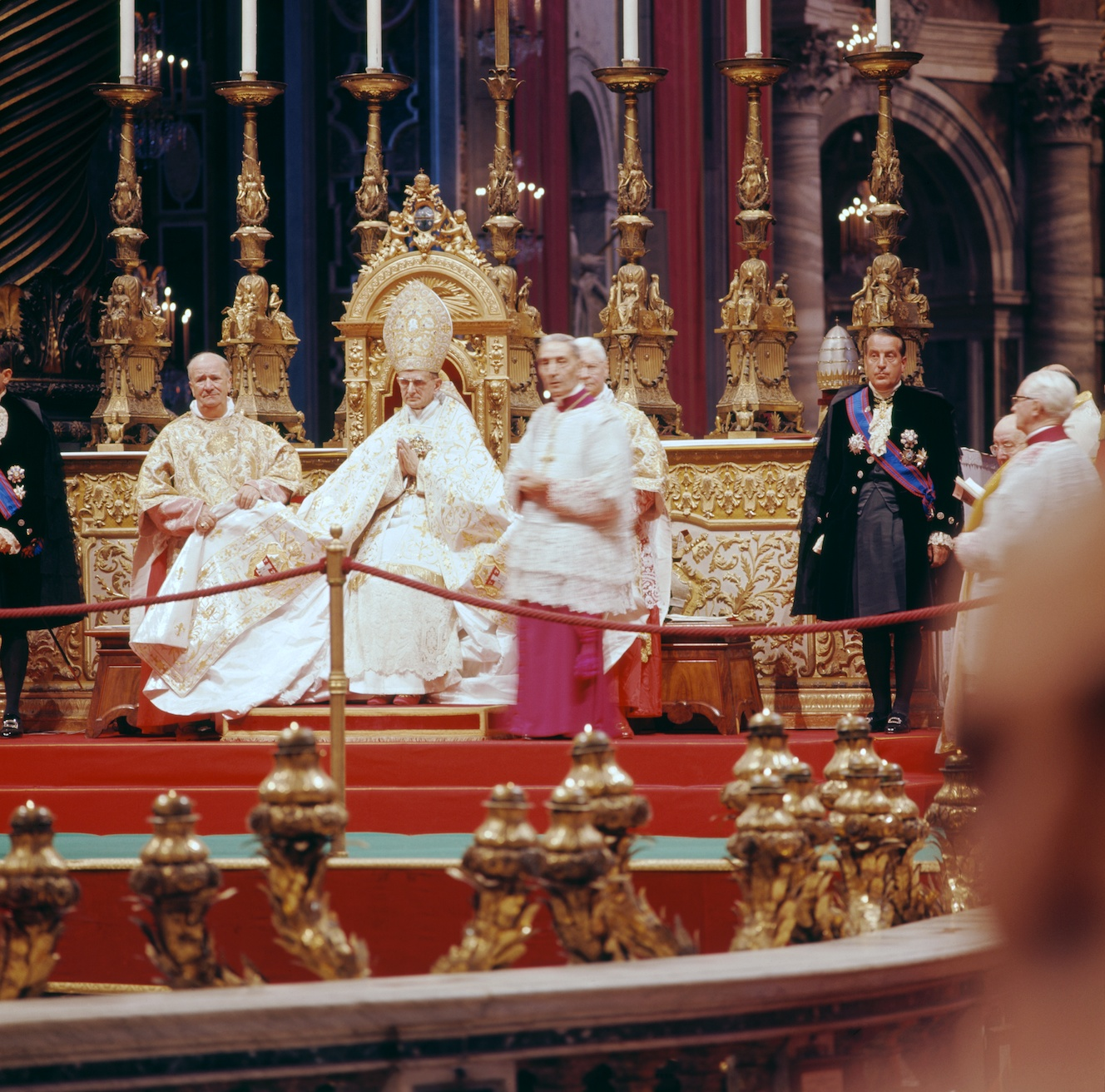
Papież Paweł VI w czasie obrad soboru

We wrześniu 1870 po zajęciu Rzymu przez wojska włoskie Sobór watykański I został zawieszony. Papieże Pius XI i Pius XII podejmowali starania o wznowienie obrad. Do zwołania soboru Piusa XII namawiał kard. Ernesto Ruffini. W latach 1948–1951 przedyskutowano ewentualne tematy obrad, opracowano pewne projekty i utworzono Komisję Centralną. Wszystkie te prace prowadzono w głębokiej tajemnicy. W 1951 Pius XII jednak zrezygnował z zamiaru wznowienia soboru.
28 października 1958 kard. Angelo Giuseppe Roncalli został wybrany papieżem i przyjął imię Jana XXIII. Już dwa dni później prowadził rozmowy na temat możliwości zwołania soboru. Papież 25 stycznia 1959 oficjalne powiadomił kardynałów rzymskich o swojej decyzji zwołania soboru powszechnego. Jan XXIII postanowił jednak że nie będzie to kontynuacja zawieszonego soboru watykańskiego I, ale będzie to kolejny sobór nazwany watykańskim II.
Powołano dziesięć komisji, sekretariaty ds. kontaktów z mediami, ds. kontaktów z innymi wyznaniami chrześcijańskimi oraz ds. nadzwyczajnych. Centralna Komisja koordynowała prace przygotowawcze. Rozpoczęto także budowę auli soborowej w nawie głównej bazyliki św. Piotra.

### Pierwsza sesja
Sobór rozpoczął się 11 października 1962. Jego inauguracją był ingres 2540 ojców Soboru do bazyliki Świętego Piotra, a następnie uroczysta msza święta do Ducha Świętego, którą celebrował dziekan kolegium kardynalskiego Eugène Tisserant. Ojcowie Soboru złożyli wyznanie wiary i wysłuchali przemówienia Jana XXIII. Uroczystość transmitowana była przez liczne stacje telewizyjne.

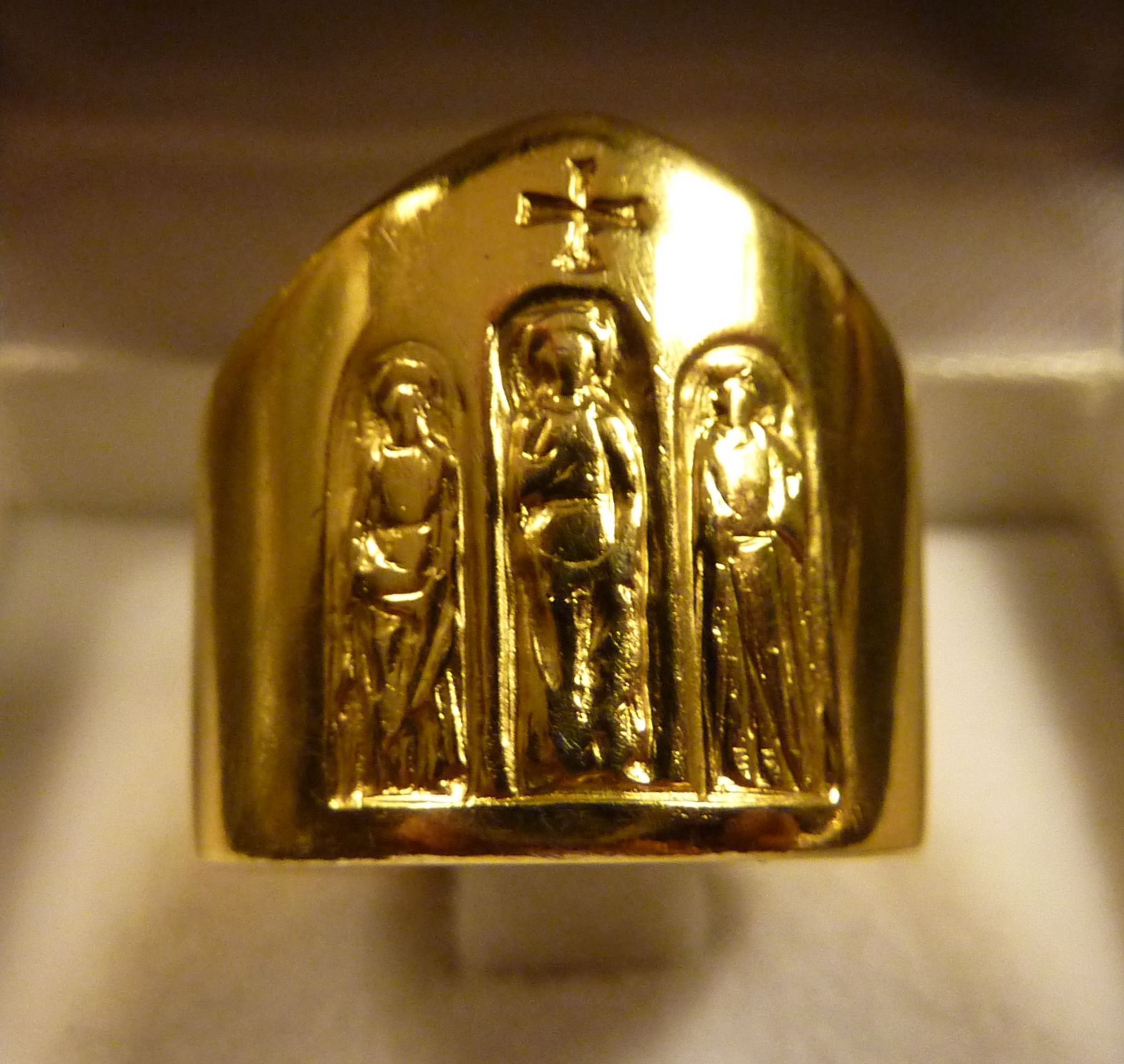
„Pierścień soborowy” podarowany przez Pawła VI w 1965 r. biskupom, którzy brali udział w Soborze Watykańskim II

Pierwsza sesja soborowa została otwarta przez Jana XXIII 11 października 1962 i trwała do 8 grudnia tegoż roku. 13 października zebrało się pierwsze robocze posiedzenie, ale dopiero trzy dni później, 16 października, Sobór głosował na członków, którzy mieli wejść w skład dziesięciu komisji roboczych. W następnych dniach głosowanie zostało ostatecznie zatwierdzone przez Jana XXIII, który uzupełnił komisje poprzez wyznaczenie jeszcze 90 dodatkowych członków. Chciał on m.in. wzmocnić obecność w komisjach przedstawicieli episkopatów słabiej reprezentowanych, np. z Polski, Szwajcarii, Irlandii, Portugalii i Afryki. W skład komisji weszło więcej uczestników z Europy Środkowej i Północnej, niż pierwotnie planowała Kuria Rzymska. Z początku większość stanowić mieli hierarchowie z Włoch i Hiszpanii.
1. Komisja doktrynalna: przewodniczący – kard. Alfredo Ottaviani, sekretarz: o. Tromp SJ
2. Komisja ds. biskupów i diecezji: przewodniczący – kard. Paolo Marella, sekretarz: Lauro Governatori
3. Komisja ds. dyscypliny kleru i ludu Bożego: przewodniczący – kard. Pietro Ciriaci, sekretarz: ks. Álvaro del Portillo
4. Komisja ds. zakonów: przewodniczący – kard. Valerio Valeri, sekretarz: o. J. Rousseau OMI
5. Komisja ds. dyscypliny sakramentów: przewodniczący – kard. Benedetto Aloisi Masella, sekretarz: Raimundo Bidagor SJ
6. Komisja ds. świętej liturgii: przewodniczący – kard. Arcadio María Larraona CMF, sekretarz: o. Ferdinando Giuseppe Antonelli OFM
7. Komisja ds. studiów i seminariów: przewodniczący – kard. Giuseppe Pizzardo, sekretarz: o. Paul Augustin Mayer OSB
8. Komisja ds. Kościołów wschodnich: przewodniczący – kard. Amleto Giovanni Cicognani, sekretarz: o. A.G. Welykyi
9. Komisja ds. misji: przewodniczący – kard. Grzegorz Piotr XV Agadżanian, sekretarz: S. Paventi
10. Komisja ds. apostolstwa świeckich: przewodniczący – kard. Fernando Cento, sekretarze: ks. Glorieaux i ks. Galletto[10]

20 października Sobór wydał wspólne „Przesłanie Ojców Soboru do ludzkości”. Nie było ono jeszcze właściwym dziełem Soboru jako takiego, ale wspólną deklaracją biskupów całego świata. Właściwa wspólna praca ojców soborowych zaczęła się nazajutrz, 22 października. Tego dnia przystąpiono do omawiania jednego z siedmiu tzw. schematów, które później miały stać się konstytucjami Soborowymi. Jako pierwszy wybrano do opracowania schemat o liturgii. Był on – według oceny Josepha Ratzingera – odważny a jednocześnie bardzo wyważony teologicznie. Mógł więc zjednoczyć wokół konstruktywnego projektu ojców nastawionych reformatorsko, oczekujących przemian i postępu, i ojców nastawionych bardziej konserwatywnie. Tekst miał wyjść naprzeciw oczekiwaniom i pytaniom stawianym przez biskupów z terenów misyjnych. Nie bez znaczenia było też i to, że badania opinii biskupów przed rozpoczęciem Soboru wskazywały dość powszechną wolę, by kwestią reformy liturgicznej zająć się w pierwszej kolejności. Zajęcie się kwestią liturgii było wyznaniem wiary w to, co jest w Kościele najważniejsze, co jest źródłem jego życia.
Pozostałe sesje soborowe odbywały się w następujących terminach:
- 29 IX – 4 XII 1963
- 14 IX – 21 XI 1964
- 14 IX – 8 XII 1965.

## Udział Polaków
W soborze wzięło udział łącznie 67 Polaków: 19 biskupów rządców diecezji – kard. Stefan Wyszyński, abp Antoni Baraniak, abp Bolesław Kominek, abp Karol Wojtyła, bp Jerzy Ablewicz, bp Franciszek Barda, bp Stefan Bareła, bp Czesław Falkowski, bp Zdzisław Goliński, bp Jan Jaroszewicz, bp Franciszek Jop, bp Piotr Kałwa, bp Michał Klepacz, bp Kazimierz Kowalski, bp Edmund Nowicki, bp Antoni Pawłowski, bp Wilhelm Pluta, bp Bogdan Sikorski, bp Tomasz Wilczyński; 42 biskupów pomocniczych – bp Herbert Bednorz, bp Bohdan Bejze, bp Lucjan Bernacki, bp Juliusz Bieniek, bp Zygmunt Choromański, bp Bernard Czapliński, bp Jan Czerniak, bp Bronisław Dąbrowski, bp Józef Drzazga, bp Piotr Dudziec, bp Tadeusz Etter, bp Jan Fondaliński, bp Julian Groblicki, bp Henryk Grzordziel, bp Stanisław Jakiel, bp Franciszek Jedwabski, bp Ignacy Jeż, bp Lech Kaczmarek, bp Zygfryd Kowalski, bp Jan Kulik, bp Józef Kurpas, bp Paweł Latusek, bp Kazimierz Majdański, bp Wacław Majewski, bp Jan Mazur, bp Jerzy Modzelewski, bp Aleksander Mościcki, bp Edward Muszyński, bp Jan Obłąk, bp Karol Pękala, bp Jan Pietraszko, bp Wacław Skomorucha, bp Henryk Strąkowski, bp Jerzy Stroba, bp Tadeusz Szwagrzyk, bp Bolesław Taborski, bp Wincenty Urban, bp Jan Wosiński, bp Walenty Wójcik, bp Andrzej Wronka, bp Wacław Wycisk, bp Jan Zaręba; 3 wyższych przełożonych zakonnych – opat cystersów o. Augustyn Ciesielski, generał paulinów o. Ludwik Nowak, generał paulinów o. Jerzy Tomziński, 2 polskich biskupów rezydujących w Rzymie – abp Józef Gawlina i bp Władysław Rubin a także abp Adam Kozłowiecki – metropolita Lusaki w Zambii.
W soborze uczestniczyli także biskupi polskiego pochodzenia, m.in. syn polskich emigrantów – arcybiskup Filadelfii Jan Józef Król, a także bp Stanislaus Bona, bp Casimir Rembert Kowalski, bp Alexander Zaleski, bp Pedro Filipak i bp Charles Salatka.
Prymas Polski kard. Stefan Wyszyński zasiadał w Prezydium Soboru oraz w Sekretariacie do Spraw Nadzwyczajnych, abp Antoni Baraniak w Komisji do Spraw Kościołów Wschodnich, bp Franciszek Jop w Komisji do Spraw Liturgii, bp Michał Klepacz w Komisji do Spraw Studiów i Seminariów, abp Bolesław Kominek i bp Herbert Bednorz w Komisji do Spraw Apostolstwa Świeckich, bp Edmund Nowicki w Trybunale Administracyjnym, bp Herbert Bednorz w Soborowym Komitecie Prasowym.
W zespole ekspertów soboru znaleźli się o. Feliks Bednarski OP, ks. Andrzej Deskur i ks. Bolesław Filipiak. W Sekcji Słowiańskiej Biura Prasowego Sekretariatu Soboru pracował ks. Szczepan Wesoły. W gronie audytorów Soboru zasiadali dr Mieczysław Habicht i prof. Stefan Świeżawski.
W soborze uczestniczyło niewielu biskupów zza żelaznej kurtyny. Obok Polaków w Soborze brało udział dwóch biskupów z Węgier i trzech z Czechosłowacji. Nie przyjechał żaden z ZSRR, Rumunii, Bułgarii oraz Chin.
Polscy biskupi na Soborze wystosowali Orędzie biskupów polskich do biskupów niemieckich. 18 listopada 1965 orędzie podpisało 34 polskich biskupów m.in. kardynał Stefan Wyszyński i Karol Wojtyła. Autorem i inicjatorem listu był przyszły arcybiskup wrocławski Bolesław Kominek. List był konsultowany z polskimi i niemieckimi biskupami oraz niemieckimi intelektualistami.
W 1972 r. jeden z aktywniejszych uczestników soboru – kardynał Karol Wojtyła w Krakowie wydał nakładem Polskiego Towarzystwa Teologicznego monografię na temat soboru i jego dorobku intelektualnego zatytułowaną U podstaw odnowy. Studium o realizacji Vaticanum II. Po wyborze kard. Wojtyły na papieża książka była w Polsce trzykrotnie wznawiana i miała liczne przekłady na języki obce.
W 2014 r. staraniem Fundacji Jana Pawła II, Ośrodka Dokumentacji i Studium Pontyfikatu w Rzymie ukazała się publikacja Odnowa Kościoła i świata. Refleksje soborowe – pośmiertne wydanie 66 pism pastoralnych na temat soboru abp. Karola Wojtyły z lat 1962–1966.

## Dokumenty soborowe

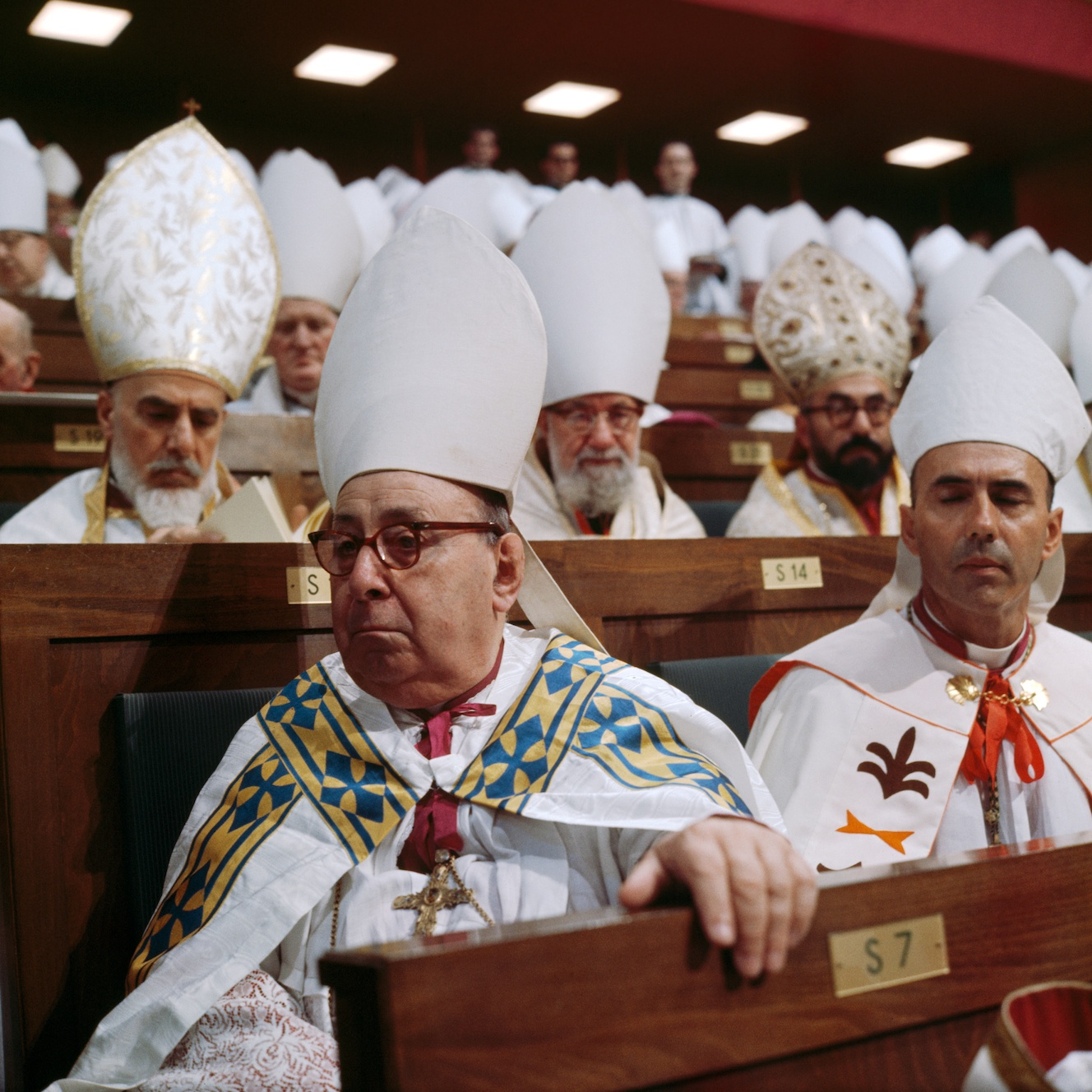

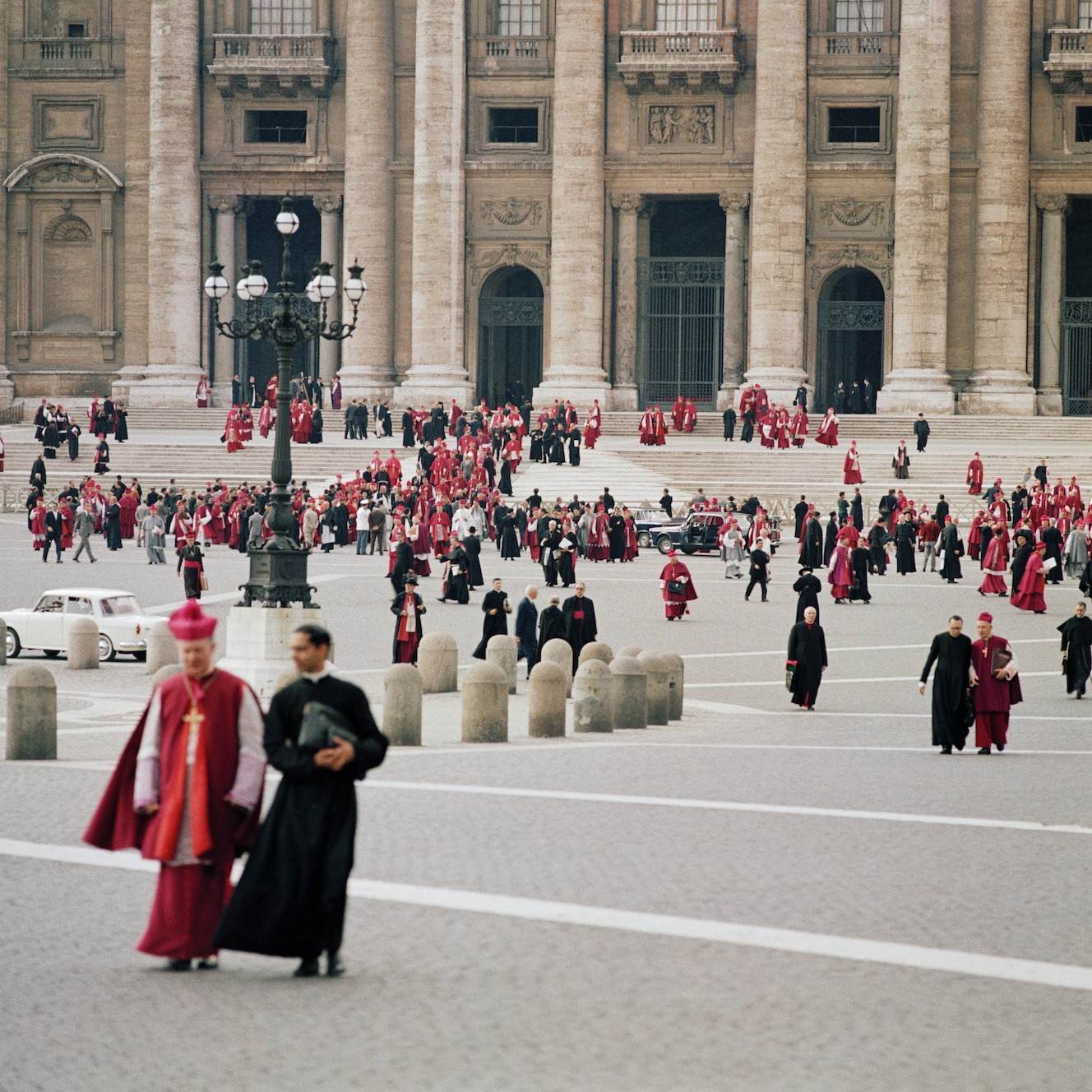

Rezultatem obrad soborowych były trzy konstytucje dogmatyczne i jedna konstytucja duszpasterska:
- Konstytucja o liturgii świętej Sacrosanctum concilium ogłoszona przez Pawła VI 4 grudnia 1963;
- Konstytucja dogmatyczna o Kościele Lumen gentium ogłoszona przez Pawła VI 21 listopada 1964;
- Konstytucja dogmatyczna o Objawieniu Bożym Dei verbum ogłoszona przez Pawła VI 18 listopada 1965;
- Konstytucja duszpasterska o Kościele w świecie współczesnym Gaudium et spes ogłoszona przez Pawła VI 7 grudnia 1965.

Ojcowie soborowi wydali dziewięć dekretów:
- Dekret o środkach społecznego przekazywania myśli Inter mirifica
- Dekret o Kościołach wschodnich katolickich Orientalium ecclesiarum
- Dekret o ekumenizmie Unitatis redintegratio
- Dekret o pasterskich zadaniach biskupów w Kościele Christus dominus
- Dekret o przystosowanej odnowie życia zakonnego Perfectae caritatis
- Dekret o formacji kapłańskiej Optatam totius
- Dekret o apostolstwie świeckich Apostolicam actuositatem
- Dekret o działalności misyjnej Kościoła Ad gentes divinitus
- Dekret o posłudze i życiu kapłanów Presbyterorum ordinis,

a także trzy deklaracje:
- Deklaracja o wychowaniu chrześcijańskim Gravissimum educationis
- Deklaracja o stosunku Kościoła do religii niechrześcijańskich Nostra aetate
- Deklaracja o wolności religijnej Dignitatis humanae[18]

Dokumenty soborowe po raz pierwszy w historii Kościoła spisane zostały bez użycia formuły anathema sit („niech będzie wyklęty”).

## Oceny
Sobór watykański II stał się prawdopodobnie jednym z najważniejszych wydarzeń w dziejach chrześcijaństwa. Kościół katolicki uległ w jego wyniku tak poważnym przemianom, że pojawiły przeciwstawienia: Kościół „przedsoborowy” i „posoborowy”. Oceny Soboru wahają się od entuzjastycznych do niezwykle krytycznych.

### Pozytywne
Zwolennicy zmian posoborowych podkreślali, że oznaczają one pozbycie się przez Kościół katolicki bariery odgradzającej go od współczesnego świata. Zmiany te oceniono jako koniec epoki kontrreformacji – zerwanie z niezmiennością na rzecz modernizmu.

### Negatywne
Krytyka Soboru następuje z dwóch punktów widzenia, które można umownie określić jako konserwatywny i modernistyczny.
Wspólną cechą krytyki z obu stron jest to, że Sobór watykański II jest odpowiedzialny za niepowodzenia w misji ewangelizacji w postaci narastającego ateizmu i sekularyzacji społeczeństw, które przed soborem były katolickie.

#### Krytyka konserwatywna
Krytycy konserwatywni zauważają, że Sobór bezzasadnie odrzucił wiele dobrych koncepcji, które sprawdzały się w życiu Kościoła do tej pory: stosunku do ekumenizmu i wolności religijnej, liturgii, pozycji i organizacji Kościołów partykularnych. W konstytucjach soborowych istnieć mają herezje modernizmu, jak również złamanie wielu ustanowionych wcześniej zakazów. Przeprowadzone w latach następujących po soborze zmiany w liturgii określa się jako jej protestantyzacja. Krytyka sprowadza się do zarzutu, że zmiany dokonane przez Sobór nie były konieczne, ponieważ należało się trzymać zasad dotychczasowych z racji ich owocności. Podkreśla się także wpływ masonerii na postanowienia Soboru. Najbardziej znanymi ośrodkami krytyki są: Bractwo Świętego Piusa X, sedewakantyści, sedeprywacjoniści, konklawiści (np. Prawdziwy Kościół Katolicki i Kościół Palmariański) oraz tradycjonaliści katoliccy.

#### Krytyka modernistyczna
Modernistyczni zarzucali Soborowi rzecz dokładnie odwrotną – że zmiany w Kościele były zbyt małe i że nie dotknęły Kościoła jako instytucji. Podnoszono zwłaszcza, że Kościół katolicki jest instytucją hierarchiczną, i że zbyt mało angażuje się w przemiany społeczne po stronie upośledzonych.